# Belga heraldika

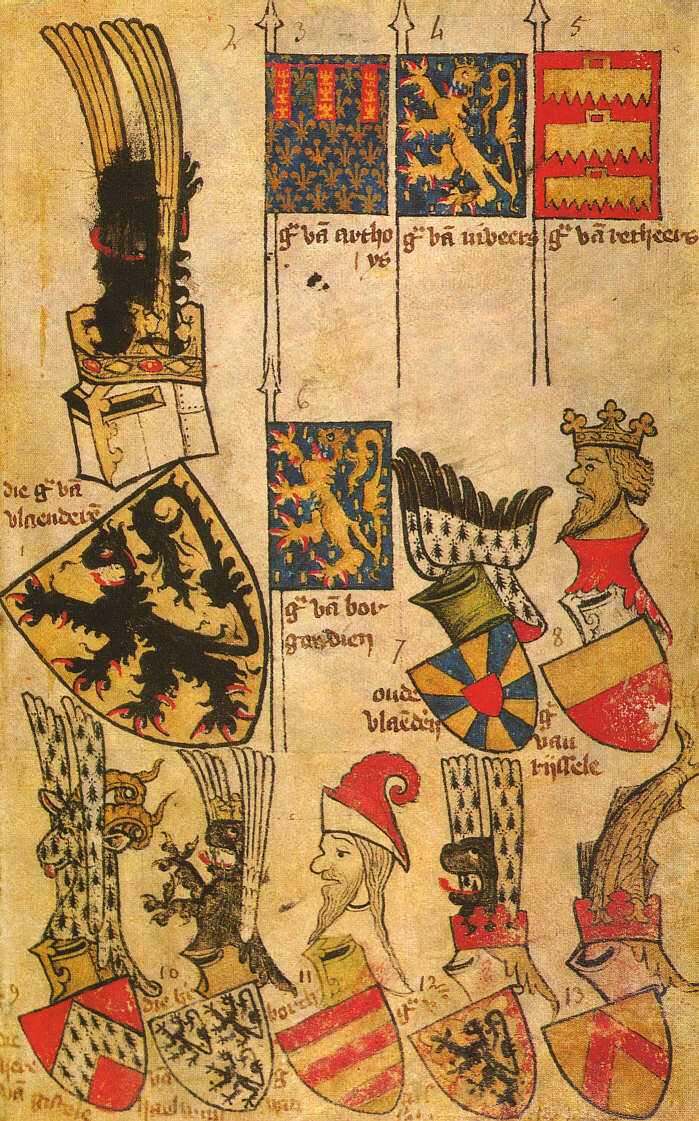
A Flandriai grófság címere Gelre herold címerkönyvéből

A belga heraldika heterogén heraldikai rendszer az európai heraldikán belül. A
nevezéktan, a címergyakorlat, a címerelmélet, a címerszemlélet stb. terén ma is
megnyilvánulnak benne az ország történeti fejlődésének sajátosságai és népességének etnikai változatossága.

## A belga heraldika fejlődése
Belgium, mint önálló ország 1830-ban jött létre. Korábban burgundiai, Habsburg, francia, németalföldi uralom alatt
állt. Területére esett Flandria, Brabant, Liége, Hainaut, Artois. Ennek eredményeképp többféle heraldikai hatás érte a szomszédos
francia, német, holland területekről. A 12. század második felében híressé vált a flandriai és champagne-i grófok udvara,
mint a lovagi kultúra egyik központja, a
dél-francia területek mellett. Maguk a címerek is ezen észak-francia tartományokban, a mai Belgium szomszédságában alakultak
ki. A flandriai grófok az elsők között viseltek címert. A mai Belgium területén működött Gelre herold, akinek címerkönyve
elsőrendű forrás a középkori heraldika tanulmányozásához. A burgund uralom alatt a mai Belgium Európa legfejlettebb
területei közé tartozott. Városaiban gazdag polgári kultúra alakult ki és a Spanyol-Németalföld brabanti területe Európa
egyik kulturális központjává vált. Híres művészei és befolyásos céhei voltak. Ezekben alakultak ki az első vonalkázási
módszerek is a színek jelölésére a metszeteken, melyek közül a legkorábbi Zangrius francia nyelvű
címerlapja. Belgium önállósága után az ipari fejlődés egyik központjává vált, és 1830-1870 között a világ
második indusztrializált állama lett Nagy Britannia után, miközben a monarchikus berendezkedés mindmáig fennmaradt.

## A belga heraldika jellege
Minden belga állampolgár szabadon választhat címert, de a nemesi címereket szigorúan szabályozzák. Belgium nyugat-európai
viszonylatban viszonylag nagyszámú nemességgel rendelkezik (1000 lakosra esik egy nemes). A belga
heraldika egyik jellegzetessége a címertani formák változatossága. A középkorban a családi címert csak a családfő
használhatta változatlan formában, a család többi tagjánál különféle címertörési módszereket alkalmaztak. A másik
jellegzetesség a sajátos rangjelölő eszközök, mint a rangjelölő koronák és sisakok széles körű
használata. A pajzsok a sisakról szíjon lógnak le. A nemesi sisakok arany vagy ezüst színűek, aranygallérral,
aranyrostéllyal és aranymoniléval.
A bélésük vörös, néha kék. Az egyszerű nemesek nem használnak sisakot, sem rangjelölő koronát, csak a címmel rendelkező
nemesek. A bárók és a többi arisztokraták ornamentális mintázatból álló pajzstartókat használnak.
A késő középkori polgári címerekről hiányzik a sisak. A városi címerekben gyakran szerepelnek mesteralakok,
valamint olyan jellegzetes címerképek, mint a flamand oroszlán, a francia liliomok stb.

## Szervezetek
A Heraldikai Tanácsot (Conseil Héraldique) 1844-ben hozta létre Lipót szász–coburg–saalfeldi herceg, Belgium első királya, a címerek regisztrálására. Konzultációs fórumként is szolgál a címeradományozásnál, ezek megerősítésénél, a
bővítésénél, a rangemeléseknél. Az engedélyére van szükség ahhoz is, ha valaki nemesi rangjelölő
eszközöket szándékozik viselni a címerében.

## Egyesületek
Belgiumban több szakmai és amatőr heraldikai és genealógiai társaság is létezik.
Office de Héraldique et Genealogique de Belgique (Musees Royaux d'Art et d'Histoire, Avenue des Nerviens 10, B-1040, Bruxelles)
L'Office Genealogique et Héraldique de Belgique (Parc du Cinquantenaire 10, B-1040, Bruxelles)